# نادرآباد (مشهد)
نادرآباد روستایی در دهستان تبادکان بخش مرکزی شهرستان مشهد استان خراسان رضوی ایران است.

## جمعیت
بر پایه سرشماری عمومی نفوس و مسکن در سال ۱۳۹۵ جمعیت این روستا ۳۳۵ نفر (۱۰۸خانوار) بوده‌است.